# Podbriježje
Podbriježje falu Bosznia-Hercegovinában, a Bosznia-hercegovinai Föderáció Una-Szanai kantonjában, Sanski Most községben. 

## Fekvése
Bosznia-Hercegovina északnyugati részén, Bihácstól légvonalban 61, közúton 82 km-re keletre, Sanski Most központjától 1,5 km-re nyugatra fekvő dombos területen, a Bliha-folyó és a Sanski Mostról Prijedorra menő út mentén fekszik. Tőle délre, a Bliha hídján átmenve ágazik el a Sanski Mostról Bosanska Krupára és a Prijedorra menő főút. Mára a település teljesen egybeépült a községközponttal, így egyre inkább városias jelleget ölt.

## Népessége
| Nemzetiségi csoport | Népesség 1991 | Népesség 2013 |
| ------------------- | ------------- | ------------- |
| Szerb               | 61            | 0             |
| Bosnyák             | 504           | 526           |
| Horvát              | 5             | 0             |
| Jugoszláv           | 0             | 0             |
| Egyéb               | 0             | 3             |
| Összesen            | 570           | 529           |

## Története
A település már a 17. században létezett, az 1670-es évekből származó török defter a Kamengradi náhije mezőgazdasági területei között sorolja fel. Ekkor Hizir aga fiainak, Husszeinnek és Mehmednek a birtokában volt. A defter tartalmát a neves bosnyák történész, Hamdija Kreševljaković publikálta. bár a jegyzetből nem derül ki, hogy az abban szereplő birtokok mindegyike lakott volt-e, de az akkori nevük alapján arra lehet következtetni, hogy már a jövendő falvak kezdeteiként szolgáltak. Podbriježje 1878-ig az Oszmán Birodalom része volt. 1879-ben az első osztrák-magyar népszámlálás során a településnek 196 lakosa volt, melyből 193 muszlim és 3 ortodox szerb volt.
A helyi muszlim gyülekezetnek körülbelül 400 háztartása van, és van egy mecsete is, amely eredetileg 1978-ban épült, előtte csak egy mecset volt a gyülekezetben. A mecsetet a boszniai háború idején, 1992. július 28-án a szerbek rombolták le, az új, jelenlegi mecsetet a háború után építették és 2007. július 22-én avatták fel. Az állandó imám szolgálatot ebben a gyülekezetben a következő imámok végezték: Refik Vejzović, Safer Karić, Smail Junuzović, Hamdija Zukanović, Rasim Æeman, Refik Crnkić, Derviš Dervišević és Šemso Zekotić efendi, aki a gyülekezet jelenlegi imámja.

## Nevezetességei
A falu mai mecsete 2007-ben épült a korábbi, 1992-ben lerombolt mecset helyén.